# Fiat Mobi
Fiat Mobi – samochód osobowy klasy aut miejskich produkowany przez włoską markę FIAT od 2016 roku.

## Historia i opis modelu

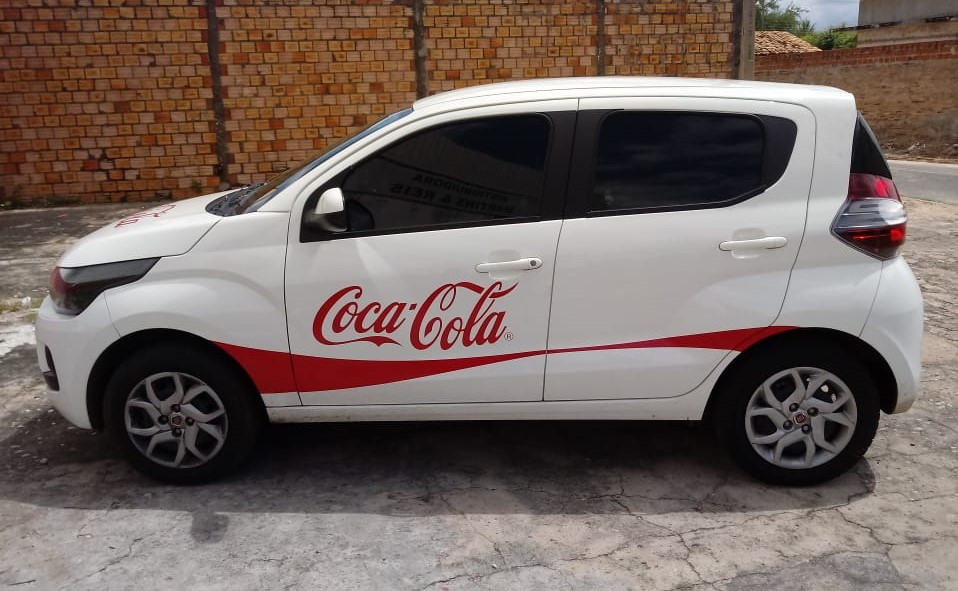
Fiat Mobi - profil

Samochód został po raz pierwszy oficjalnie zaprezentowany w 2016 roku z myślą o rynku brazylijskim. Auto zbudowane zostało na bazie trzeciej generacji modelu Panda. Zawieszenie pojazdu zostało podwyższone o kilka centymetrów oraz dodane zostały plastikowe nakładki. Pojazd napędzany jest czterocylindrowym silnikiem benzynowym o pojemności 1 l i mocy 73 KM, który dzięki technologii FlexiFuel działa na dwa rodzaje paliwa - benzynę oraz etanol. Moc silnika na etanolu wzrasta do 75 KM. Moc przekazywana jest na przednią oś pojazdu za pomocą 5-biegowej manualnej skrzyni biegów.

### Wyposażenie
- Easy
- Easy On
- Like
- Like On
- Way
- Way On

W zależności od wybranej wersji wyposażeniowej auto wyposażone może być m.in. w elektryczne sterowanie szyb, elektryczne sterowanie lusterek, wielofunkcyjną kierownicę, system audio, komputer pokładowy, klimatyzację, a także światła przeciwmgłowe oraz alufelgi, fotochromatyczne lusterko wsteczne z kamerą cofania oraz alarm.